# 13229 Echion
13229 Echion è un asteroide troiano di Giove del campo greco. Scoperto nel 1997, presenta un'orbita caratterizzata da un semiasse maggiore pari a 5,2497990 UA e da un'eccentricità di 0,0756884, inclinata di 3,84028° rispetto all'eclittica.
L'asteroide è dedicato a Echione, il primo acheo ad uscire dal cavallo di Troia.